# Gmina związkowa Bad Münster am Stein-Ebernburg
Gmina związkowa Bad Münster am Stein-Ebernburg (niem. Verbandsgemeinde Bad Münster am Stein-Ebernburg) − dawna gmina związkowa w Niemczech, w kraju związkowym Nadrenia-Palatynat, w powiecie Bad Kreuznach. Siedziba gminy związkowej znajdowała się w mieście Bad Kreuznach, które jednak do gminy związkowej nie należało. 1 stycznia 2017 gmina związkowa została rozwiązana. Pięć gmin: Duchroth, Niederhausen, Norheim, Oberhausen an der Nahe oraz Traisen przyłączono do gminy związkowej Rüdesheim, a pozostałe cztery gminy: Altenbamberg, Feilbingert, Hallgarten oraz Hochstätten do gminy związkowej Bad Kreuznach.

## Podział administracyjny
Gmina związkowa zrzeszała dziewięć gmin wiejskich:
1. Altenbamberg
2. Duchroth
3. Feilbingert
4. Hallgarten
5. Hochstätten
6. Niederhausen
7. Norheim
8. Oberhausen an der Nahe
9. Traisen

## Zmiany administracyjne
Do 30 czerwca 2014 do gminy związkowej należało miasto Bad Münster am Stein-Ebernburg, które było jej siedzibą. Dzień później zostało włączone do miasta Bad Kreuznach.